# Paszuky (hromada Sudyłków)
Paszuky (ukr. Пашуки) – wieś na Ukrainie, w obwodzie chmielnickim, w rejonie szepetowskim, w hromadzie Sudyłków. W 2001 roku liczyła 476 mieszkańców.